# جولي لين هولمز
جولي لين هولمز (بالإنجليزية: Julie Lynn Holmes)‏ هي متزلجة فنية أمريكية، ولدت في 23 مارس 1951 في ويست هوليوود في الولايات المتحدة.

## وصلات خارجية
- جولي لين هولمز على موقع اللجنة الأولمبية الدولية (الإنجليزية)
- جولي لين هولمز على موقع أوليمبيديا (الإنجليزية)